# Saukonpää
Saukonpää är en sjö i kommunen Lojo i landskapet Nyland i Finland. Arean är 30 hektar och strandlinjen är 4,33 kilometer lång. Sjön  ingår i Karisåns huvudavrinningsområde.   Den ligger omkring 67 km nordväst om Helsingfors. 
Saukonpää ligger norr om Antiainen. 